# James P. Johnson
(Ethel Waters parlando di James P. Johnson nella sua autobiografia)
James Price Johnson (New Brunswick, 1º febbraio 1894 – New York, 17 novembre 1955) è stato un compositore e pianista statunitense.
Un pioniere dello stile stride del piano jazz.

## Biografia
Nativo del New Jersey, fu la vicinanza di New York, con la sua atmosfera cosmopolita, i suoi locali, la sua musica, a contagiare il giovane Johnson che crebbe ascoltando il ragtime di Scott Joplin. Nel 1908, la sua famiglia si trasferì a San Juan Hill (nei pressi di quello che attualmente è il Lincoln Center). Il ragazzo, dotato di una predisposizione naturale per il pianoforte, fu presto in grado di suonare a orecchio la musica che ascoltava.
James Price Johnson fu indiscutibilmente il più raffinato esponente dello stride piano, nel senso che egli consolidò un'ampia serie di tecniche e accorgimenti da esperienze diverse in uno stile che ora si accetta come standard. Per questo è stato considerato il padre dello stride piano''.
Prima del 1920, Johnson si era guadagnato sulla costa orientale una reputazione di pianista che poteva essere paragonata a quelle di Eubie Blake e di Luckey Roberts. Aveva inciso decine di superbi rulli per il pianoforte meccanico per le etichette Aeolian e QRS. E poi, dal 1921, anche dischi per Brunswick e Black Swan. È inoltre da sottolineare che James P. Johnson fu inoltre primo pianista di Jazz ad incidere solista per un'etichetta discografica. Carolina Shout, la sua più celebre composizione, ideata già attorno al 1914, è considerata a ragione il primo assolo di pianoforte Jazz della Storia. Nel 1923, compone la canzone Charleston per il musical Runnin' Wild, quale accompagnamento a una scatenissima coreografia ideata per lo spettacolo su ispirazione di antiche danze africane. La quale canzone, specie nelle sue innumerevoli versioni strumentali, divenne il simbolo stesso dei Roaring Twenties statunitensi e non solo. Ma Johnson, quantunque riconosciuto come suo ideatore, non ne ottenne mai i dovuti onori, anche a motivo del colore della sua pelle: impensabile, ai tempi, accettare di buon grado che uno dei brani e dei balli più popolari di sempre, pietra miliare della storia e della Musica e della Danza, capace di creare un'incontrollabile frenesia di massa e un impareggiabile incantamento tale da allarmare governi ed istituzioni — vi sono filmati ove il Charleston lo si vede danzato finanche sulle ali di un biplano in volo — fosse stato scritto proprio da un "nigger". Fu in quel periodo, comunque, che incontrò, fra gli altri, George Gershwin. Proprio l'influenza di Gershwin, specie dopo la prima della sua Rhapsody in Blue nell'anno 1924, lo ispirerà a creare lavori sinfonici a sua volta, tra cui Yamekraw (1927 – 8) e Jazzamine Concerto (c. 1936), punte di diamante dell'Harlem Renaissance.
Notte dopo notte, pezzo dopo pezzo, Johnson andò ad affinare il suo stile, crescendo in esperienza: il doversi misurare ogni volta con esigenze diverse, talvolta con le idiosincrasie dei molti cantanti che accompagnava, lo resero capace di districarsi in mezzo agli stili, tanto da essere in grado di riprodurre un brano in qualsiasi tonalità. Fu perciò sempre molto elogiato da cantanti di Blues del calibro di Ethel Waters e Bessie Smith, che lo stimarono come il miglior pianista accompagnatore di sempre.
Nel 1940 Johnson venne colpito da un ictus (probabilmente un attacco ischemico transitorio). E quando ritornò ad esibirsi in pubblico il suo stile apparve, per forza di cose, meno netto e preciso, benché la sua tecnica rimase comunque formidabile e finanche inarrivabile. Si ritirò definitivamente dalle scene nel 1951 dopo essere stato colpito ancora una volta da un ictus paralizzante. Morirà quattro anni dopo a New York.
È sepolto nel cimitero di Monte Olivet nel Queens.

## Stile
È stato senza dubbio uno dei maggiori pianisti del periodo che va dal ragtime al jazz. I due artisti restano il riferimento più importante per ciò che riguarda l'evoluzione dello stile musicale pianistico dell'epoca. Johnson fu un modello cui ispirarsi per artisti come Count Basie, Duke Ellington, Art Tatum e per il suo allievo più famoso, Fats Waller. Re incontrastato dei pianisti jazz di New York, venne detronizzato da Art Tatum, considerato dalla critica jazz come il pianista tecnicamente più abile di tutti i tempi. Oggigiorno, la sua influenza e il successo di cui ha goduto sono sottovalutati e dimenticati, tanto da essere stato definito "il pianista invisibile" dal musicologo David Schiff.

## Discografia
- 1950: Jazz, Vol. 1: South Folkways Records
- 1953: Jazz, Vol. 7: New York (1922-1934) Folkways
- 1953: Jazz, Vol. 9: Piano Folkways
- 1960: Jazz of the Forties, Vol. 1: Jazz at Town Hall Folkways
- 1961: A History of Jazz: The New York Scene Folkways
- 1964: The Piano Roll Folkways
- 1966: The Asch Recordings, 1939 to 1947 - Vol. 1: Blues, Gospel, and Jazz Folkways
- 1973: The Original James P. Johnson Folkways
- 1974: Toe Tappin' Ragtime Folkway
- 1977: Early Ragtime Piano Folkways
- 1981: Striding in Dixieland Folkways
- 1996: The Original James P. Johnson: 1942-1945, Piano Solos Smithsonian Folkways
- 2001: Every Tone a Testimony Smithsonian Folkways
- 2008: Classic Piano Blues from Smithsonian Folkways Smithsonian Folkways